# Torno (Lousada)
Torno (más conocido por Aparecida) es una freguesia portuguesa del concelho de Lousada con 3,35 km² de área y 2452 habitantes (2001). Su densidad demográfica era de 731,9 hab/km² en 2001. Se ubica a aproximadamente 5 km de la sede de concelho.
Localizada en la parte este del municipio, la freguesia del Torno es limitada a sur por la freguesia de Vilar do Torno e Alentém, al oeste por Cernadelo, al sudeste por lo municipio de Amarante y al norte por el municipio de Felgueiras.